# Седулл
Седулл (87 — 52 роки до н. е.) — вождь кельтського племені лемовіків (сучасні області Лумизен та Пуатьє, Франція), союзник Верцингеторикса.

## Життєпис
Про діяльність його мало відомо. Седулл володарював наприкінці 60-тих років до 52 року до н. е. Брав активну участь у загальногалльському повстанні на чолі із Верцингеториксом. З 10 тисячами вояків прийшов на допомогу фортеці Алезія, яку взяв в облогу Гай Юлій Цезар. Під час битви загинув.